# كارلوس إنريكيز (لاعب كرة قدم)
كارلوس إنريكيز هو لاعب كرة قدم إكوادوري في مركز حراسة المرمى، ولد في 22 مايو 1966. شارك مع منتخب الإكوادور لكرة القدم. أما مع النوادي، فقد لعب مع سوسيداد ديبورتيفو كيتو ونادي أوكاس.